# Émilie Fer
Émilie Fer, född den 17 februari 1983 i Bourg-Saint-Maurice, Frankrike, är en fransk kanotist.
Hon tog OS-guld i K-1 i slalom i samband med de olympiska kanottävlingarna 2012 i London.